# Филипский, Рышард
Ры́шард Фили́пский (пол. Ryszard Filipski; 17 июля 1934, Львов — 22 октября 2021) — польский театральный и кинорежиссёр, сценарист и актёр театра и кино.

## Биография
Дебютирован на сцене в 1954 году. В 1958 году получил актёрское образование. В кино с 1955 года («Часы надежды»). В 1975—1979 годах в Новом театре. Снимался в фильмах режиссёров Анджея Вайды, Хенрика Клюбы, Януша Моргенштерна, Эвы и Чеслава Петельских, Богдана Порембы и других. Популярность актёру принесла роль майора Добжанского-Хубаля (1973). Был членом ПОРП, участвовал в объединении «Грюнвальд» и ассоциации «Реальность» Рышарда Гонтажа.

## Избранная фильмография

### Актёр
- 1955 — Часы надежды / Godziny nadziei — американец (не указан в титрах)
- 1955 — Три старта / Trzy starty — Метек (не указан в титрах)
- 1956 — Конец ночи / Koniec nocy — Эдек Словик
- 1957 — Канал / Kanał (не указан в титрах)
- 1957 — Месть / Zemsta (не указан в титрах)
- 1957 — Ева хочет спать / Ewa chce spać — дорожный рабочий (не указан в титрах)
- 1958 — Двое с большой реки / Dwoje z wielkiej rzeki
- 1958 — Вольный город / Wolne miasto — немец (не указан в титрах)
- 1958 — Орёл / Orzeł — эстонский солдат
- 1958 — Король Матиуш I / Król Macius I
- 1961 — Самсон / Samson
- 1961 — Сержант Калень / Ogniomistrz Kaleń
- 1965 — Пепел / Popioły — офицер
- 1965 — Потом наступит тишина / Potem nastąpi cisza — Котва (не указан в титрах)
- 1966 — Тощий и другие / Chudy i inni — «Силезец»
- 1967 — 1970 — Ставка больше, чем жизнь / Stawka większa niż życie — штурмбанфюрер Фриц Шабе (сериал)
- 1967 — Йовита / Jowita — сержант Космала
- 1967 — Поездка в незнаемое / Wycieczka w nieznane — писатель Анджей Миллер
- 1967 — Слоёный пирог / Przekładaniec — адвокат (ТВ, к/м)
- 1967 — Солнце всходит раз в день / Słońce wschodzi raz na dzień — Гурнёк
- 1968 — Фаталист / Fatalista (ТВ)
- 1968 — Мол / Molo — Анджей Рудницкий
- 1969 — Преступник, который украл преступление / Zbrodniarz, który ukradł zbrodnię — Роберт Квасовский
- 1969 — Только погибший ответит / Tylko umarły odpowie — капитан Павел Вуйцик
- 1970 — Меридиан ноль / Południk zero — поручик Бартковяк
- 1971 — Бриллианты пани Зузы / Brylanty pani Zuzy — агент контрразведки
- 1973 — Майор Хубаль / Hubal — майор Хенрик Добжаньский «Хубаль» (в советском прокате «Майор Хубаль»)
- 1974 — Потоп / Potop — Сорока (озвучивал Армен Джигарханян)
- 1974 — Орёл и решка / Orzeł i reszka — Марцин Новак
- 1974 — Сколько осталось жить / Ile jest życia — Jakuszyn (сериал)
- 1977 — Знак орла / Znak orła (сериал)
- 1978 — Высокие полёты / Wysokie loty — гость
- 1980 — Государственный переворот / Zamach stanu — Юзеф Пилсудский
- 1996 — Лазарь / Lazarus
- 2003 — Старинное предание. Когда солнце было богом / Stara baśń. Kiedy słońce było bogiem — Виш, отец Дзивы
- 2003 — / Zaginiona — Йоахим Кондея (сериал)
- 2004 — 2008 — Преступники / Kryminalni — инспектор Ришард Гродзкий (сериал)
- 2005 — Питбуль / PitBull — вор
- 2005 — 2008 — Питбуль / PitBull — вор (сериал)
- 2008 — Царапина / Rysa — Маршак

### Режиссёр
- 1974 — Орёл и решка / Orzeł i reszka
- 1978 — Высокие полёты / Wysokie loty
- 1980 — Государственный переворот / Zamach stanu

### Сценарист
- 1973 — Хубаль / Hubal (в советском прокате «Майор Хубаль»)
- 1978 — Высокие полёты / Wysokie loty